# Bautastein von Hodnafjell
Der Bautastein von Hodnafjell ist ein Menhir. Er steht auf einem Hügel am Meer auf der Insel Mosterøy oder Mosterøya südwestlich von Vikevåg nördlich von Stavanger im Fylke Rogaland in Norwegen. Hodnafjell (oder Hornafjellet) ist der Name des 325 m hohen Berges in der Mitte der Insel.
Der Stein ist 2,8 Meter hoch, an der Basis 60 cm und an der Spitze etwa 40 cm breit. Es ist etwa 20 cm dick. Es fiel vor Jahren um, wurde aber 1945 wieder in seiner ursprünglichen Position errichtet. Einige kleinere Steine sind an der Basis zur Verkeilung angebracht.
Etwa 1,4 km entfernt steht der Bautastein am Mosterøyveien.